# Pydna (Antike)

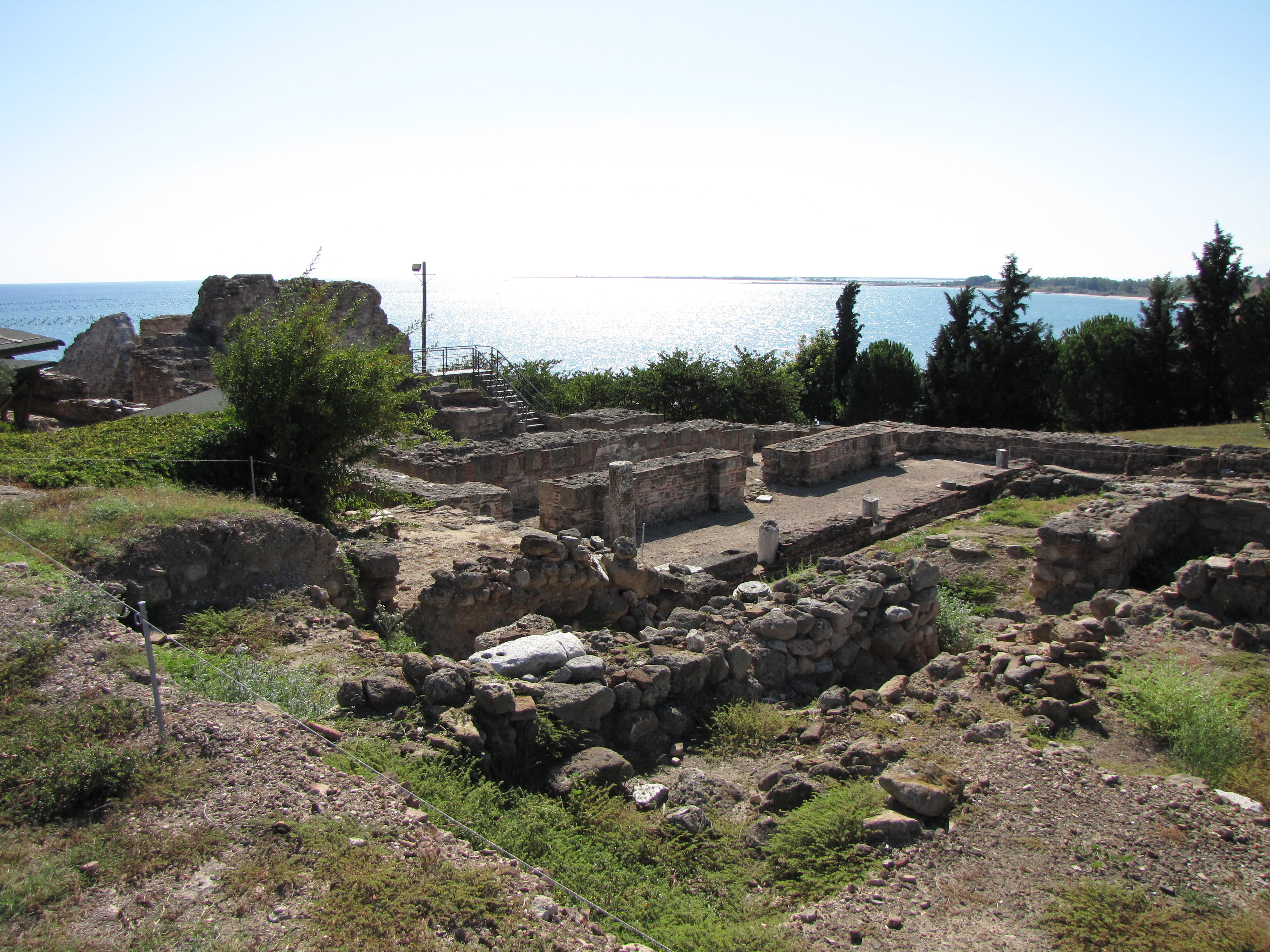
Pydna, die Ausgrabungsstätte

In der Nähe des Ortes Pydna (griechisch Πύδνα) fand im Jahr 168 v. Chr. die entscheidende Schlacht zwischen Makedoniern und Römern statt. Neben Dion, Leibethra, Makrygialos und Louloudies ist Pydna eine bedeutende Ausgrabungsstätte und Zeuge der Geschichte und Archäologie Pierias.

## Lage
Pydna liegt in Nordgriechenland direkt am Ägäischen Meer, 16 km nordöstlich von Katerini und 2,5 km von dem Ort Makrygialos entfernt. In der Nähe befinden sich zwei makedonische Gräber, die der französische Archäologe Léon Heuzey während seiner Griechenlandreisen Mitte des 19. Jahrhunderts entdeckt hat. Des Weiteren liegt der festungsartige Bischofssitz Louloudies einige Kilometer südlich von Pydna.

## Geschichte

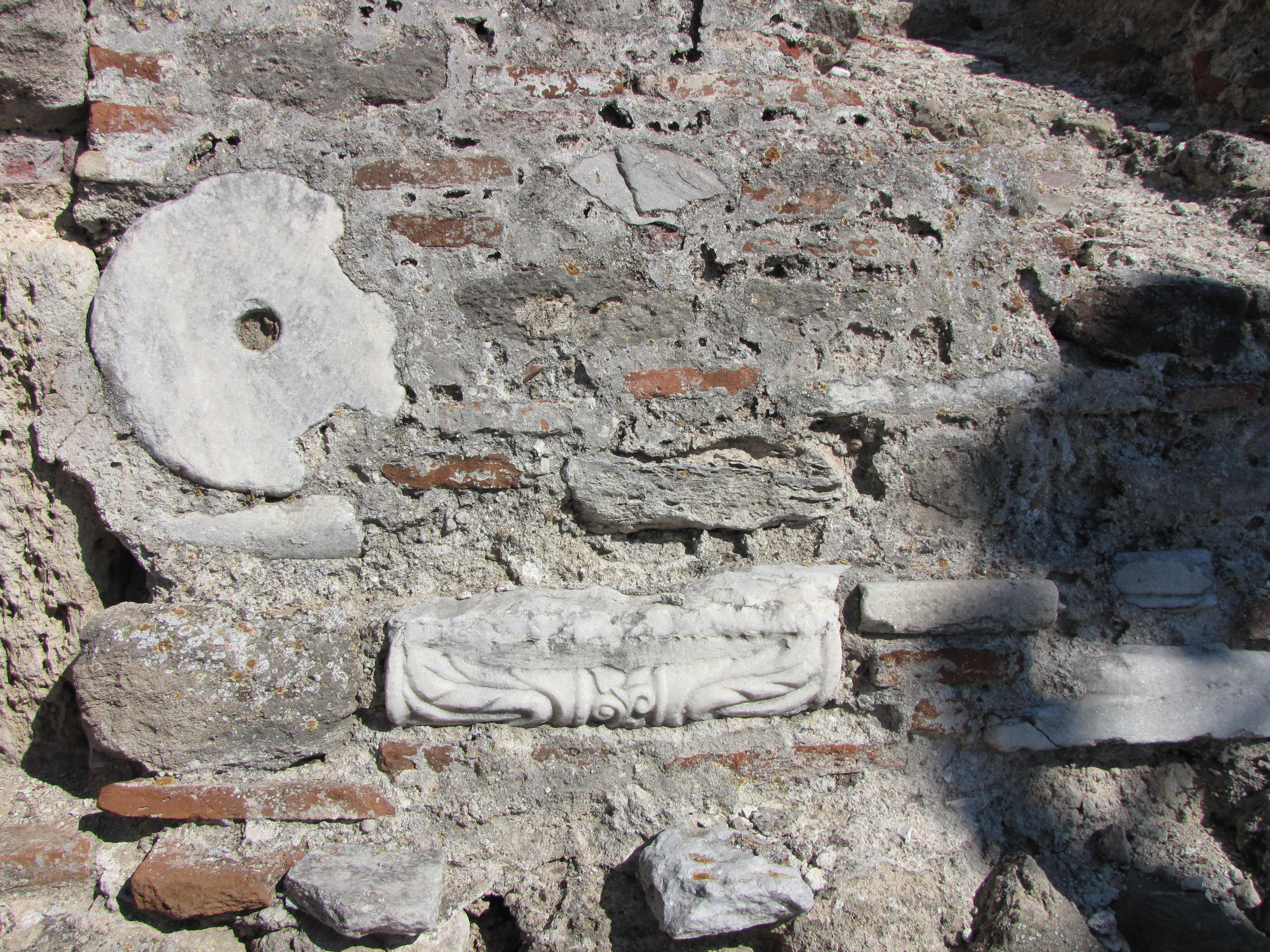
Pydna, Teil der Mauer

Pydna wurde erstmals von dem griechischen Historiker Thukydides erwähnt und erlangte Bedeutung während des Peloponnesischen Krieges. Die Athener belagerten Pydna im Jahr 432 v. Chr. König Archelaus I. von Makedonien belagerte die Stadt um 410 v. Chr. von der Landseite her, während die athenische Flotte die Belagerung von der Seeseite her übernahm. Nachdem die Stadt eingenommen wurde, ließ Archelaus die Stadt 20 Stadien weit in das Inland verlegen, an den heutigen Ort Kitros. Nach Archelaus Tod zogen die Bewohner von Pydna zurück in ihre alte Stadt am Meer. Pydna wurde von den Athenern erobert, fiel aber 357 oder 356 v. Chr. an König Philipp II., den Vater Alexanders des Großen. Philipps Frau, die Mutter Alexanders, Olympias, wurde nach einer Belagerung durch Kassander 317 v. Chr. getötet. Am 22. Juni 168 v. Chr. fand in der Nähe von Pydna die Schlacht zwischen dem römischen Feldherrn Aemilius Paullus und dem letzten makedonischen König Perseus statt. An diesem Tag endete die makedonische Herrschaft und im Zuge des römischen Sieges wurde Makedonien zu einer römischen Kolonie.
Pydna prägte erstmals im späten 6. Jahrhundert v. Chr. Münzen. Weitere Prägungen fand man aus der Zeit zwischen 389 und 379 v. Chr.
Zwischen dem 6. und 7. Jahrhundert wurde Pydna in Kitros umbenannt und war bis zum 14. Jahrhundert die bedeutendste Stadt Pierias. Im 11. und 12. Jahrhundert war Kitros der Sitz eines Katepanikion.
Im Jahr 1204 wurde Kitros nach einer Belagerung von den Franken eingenommen. Sie verwandelten die Bischofskirche in eine Burg und bauten einen Turm, in dem ihr Oberbefehlshaber residierte. Im 14. Jahrhundert verließen die Bewohner den Ort und siedelten sich im heutigen Kitros, im Landesinneren, an.

## Die Ausgrabungsstätte

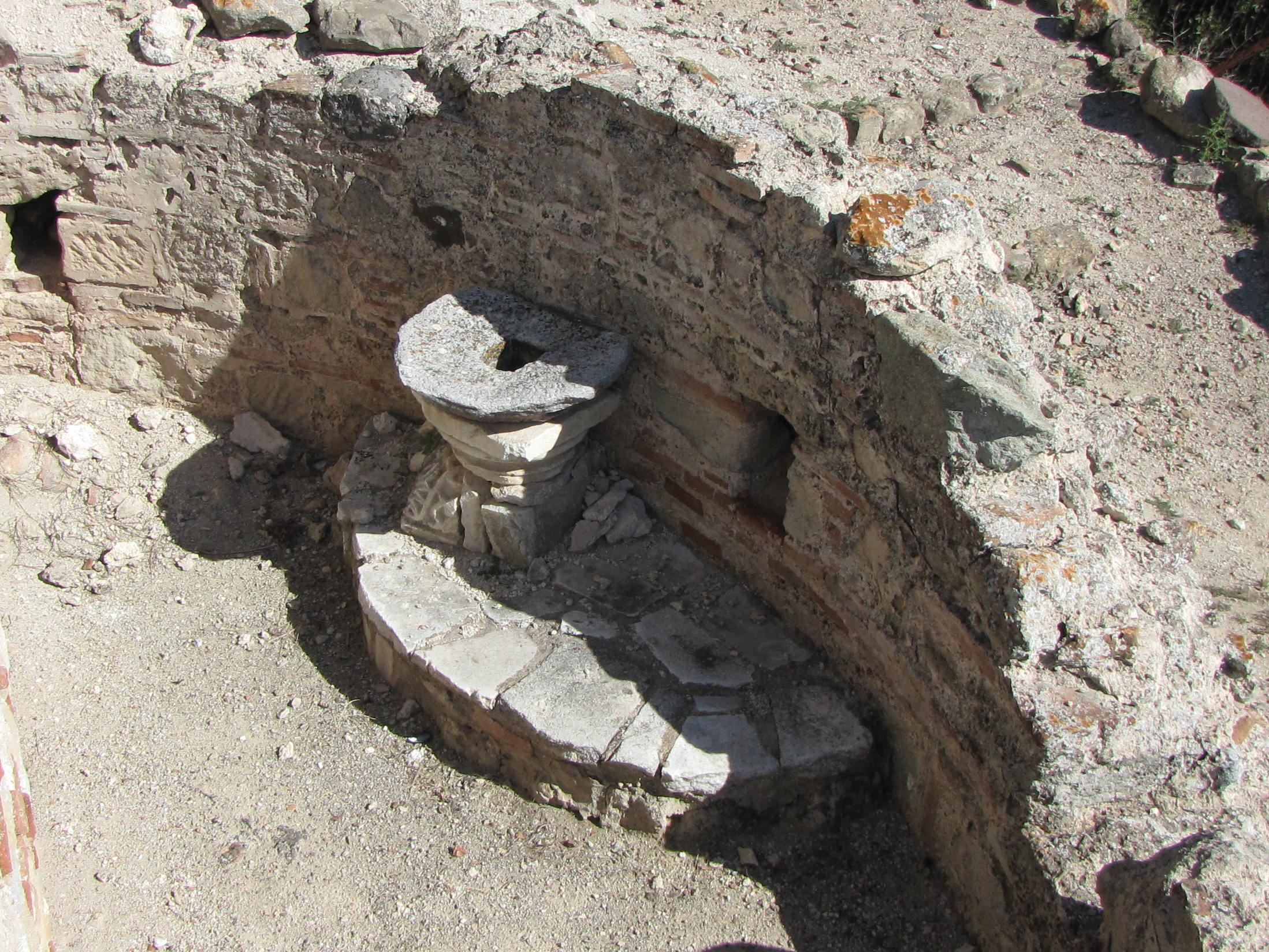
Pydna, Fryktoria

Am Ort des antiken Pydna wurden noch keine intensiven Ausgrabungen durchgeführt. Die sichtbaren Gebäudereste stammen aus der byzantinischen Epoche. Die Überreste der antiken Polis aus der klassischen, hellenistischen und eventuell vorgriechischen Zeit befinden sich teilweise unter den byzantinischen Gemäuern. Der gesamte Komplex misst 320 m mal 130 m.
Schon aus späthelladischer Zeit (1400 v. Chr.) wurden Siedlungen an den Hügeln nördlich der Ausgrabungsstätte nachgewiesen. Von 1000 bis ca. 600 v. Chr. wurde das Gebiet von Thrakern bewohnt. Die Siedlung ist jedoch nicht mehr vollständig erhalten, weil der östliche Teil ins Meer gerutscht ist. Erhalten ist also nur die westliche Hälfte der Siedlung, die jedoch bisher nicht freigelegt wurde.
Die Stadtmauer wurde im 5. Jahrhundert v. Chr. errichtet, Teile davon befinden sich 500 m nördlich der Ausgrabungsstätte. Der genaue Verlauf der Stadtmauer ist bisher unbekannt. Bei Grabungsarbeiten wurden bisher immer wieder Teilstücke entdeckt. Die Mauer war nicht aus Stein, sondern aus Lehm gebaut. Nach der Einnahme der Stadt hat Philipp II. die Stadtmauer zerstören lassen.
Die Christianisierung Pydnas begann im 4. Jahrhundert. Zu dieser Zeit wurde die erste Basilika erbaut. Anfang des 6. Jahrhunderts wurde eine zweite Basilika errichtet. Beide Basiliken waren dem Schutzpatron der Stadt, dem heiligen Alexander, gewidmet. Die zweite Basilika wurde nach einem Angriff der Bulgaren niedergebrannt. Am Ende des 10. Jahrhunderts wurde an ihrer Stelle eine wesentlich größere Basilika erbaut. Sie maß 23,20 m mal 16,60 m. Sie war mit Fresken geschmückt und der Fußboden war mit Mosaik belegt. Während der fränkischen Periode wurde die Basilika zu einer Festung ausgebaut. Ein Brunnen wurde gebohrt und Vorräte wurden angelegt. Davon zeugt, unter anderem, ein außerhalb des Gebäudes in die Erde eingelassenes Tongefäß, in dem Olivenöl gelagert wurde. Innerhalb der Basilika befindet sich ein 22 Meter tiefer Brunnen mit einer steinernen Brunnenfassung. Neben dem Brunnen existierte noch eine Zisterne. Ein unterirdischer Gang wurde gegraben, der der Besatzung der Burg im Notfall die Flucht nach draußen ermöglichen sollte.
In der dem Meer zugewandten Apsis befand sich eine Vorrichtung, Fryktoria, um Lichtsignale mit der gegenüberliegenden Halbinsel Chalkidiki auszutauschen. Mit Fackeln wurden auf diese Weise Lichtsignale auf größere Entfernungen übermittelt, so konnten Nachrichten innerhalb kurzer Zeit über hunderte Kilometer übertragen werden.
In die das Gelände umgebende Mauer wurden Spolien (Reste und Bruchstücke von Säulen und anderen Steinmetzarbeiten) eingearbeitet. Die Mauer wurde in zwei Phasen erbaut. Im 6. Jahrhundert, zur Zeit Justinians I., erfolgte der erste Bauabschnitt. Im 10. Jahrhundert wurde die Mauer verstärkt und einige der Tore wurden zugemauert. Die Mauer ist rund 1,40 m dick und wurde durch rechteckige Türme verstärkt. Einige Mauerreste der Anlage stammen aus dem 16. Jahrhundert, der Zeit der Besatzung Griechenlands durch die Osmanen.
Westlich der Straße, die früher Pydna mit Dion verband, sind Reste der Stadtmauern und ein Stadttor zu sehen. Der heutige Verlauf der Straße ist mit dem der antiken Straße weitgehend identisch.

## Ausgrabungen

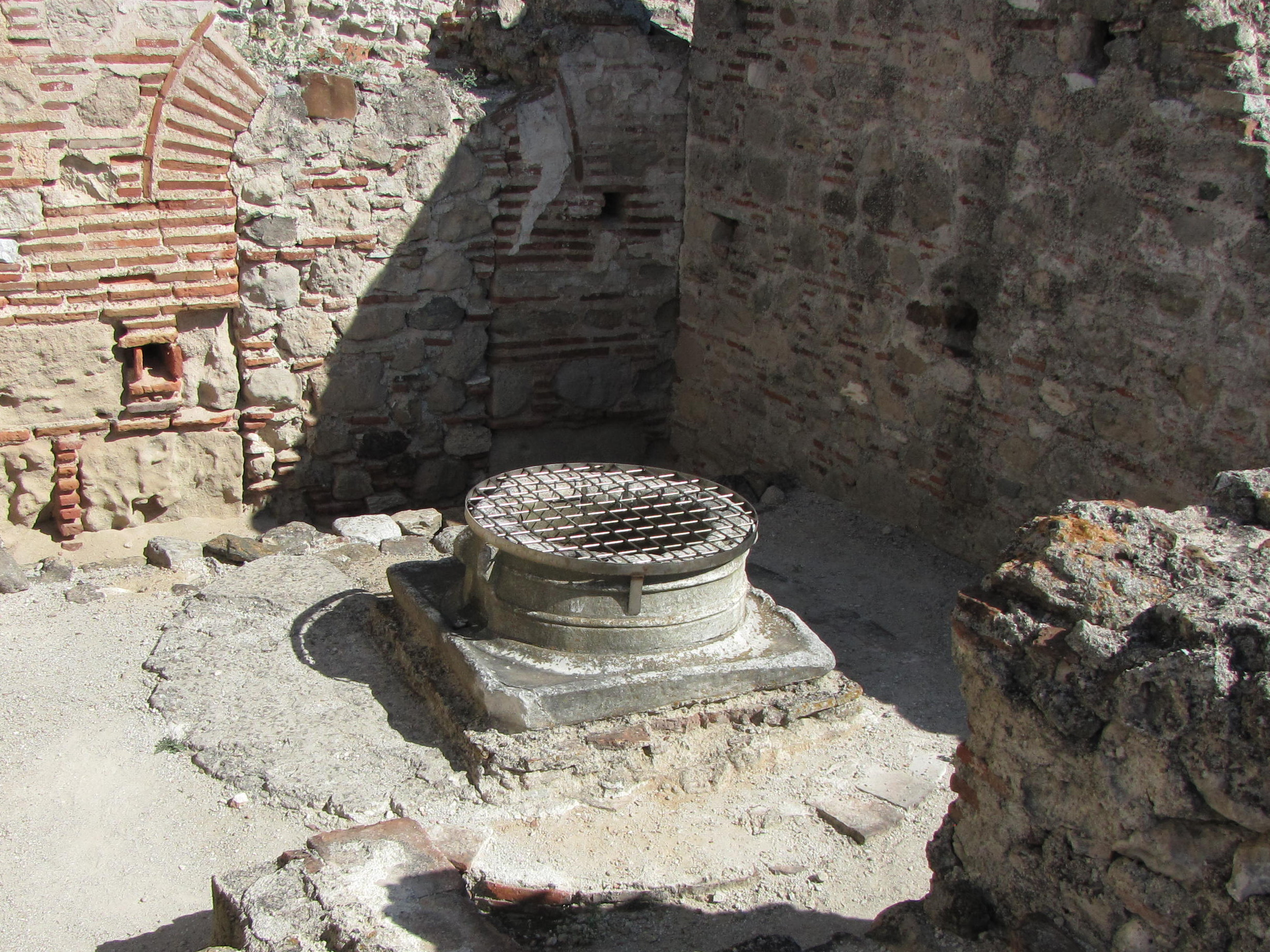
Pydna, der Brunnen

Bisher wurden vorwiegend die umgebenden Nekropolen freigelegt. Sie haben eine beträchtliche Größe. Die nördliche Nekropole umfasst mehr als 3300 Gräber. Sie stammen aus der späten Bronzezeit, um 1400 v. Chr., bis zur Zeit des beginnenden Hellenismus, Anfang des 3. Jahrhunderts v. Chr. Es handelt sich um sehr große Gruben, in denen zahlreiche Grabbeigaben gefunden wurden. Viele von ihnen werden in Lagern des archäologischen Museums in Thessaloniki aufbewahrt. Zwei weitere Nekropolen befinden sich im Westen und im Süden von Pydna. Die Westliche wurde zur Zeit der klassischen Periode, im 5. Jahrhundert v. Chr., angelegt und bis in die hellenistische Periode hinein genutzt. Die südliche Grabanlage stammt aus hellenistischer Zeit und wurde bis in die Römerzeit gepflegt. Die Größe der Gräber und die wertvollen Grabbeigaben deuten darauf hin, dass hier wohlhabendere Menschen begraben wurden. Die südliche und die westliche Nekropole sind archäologisch nicht so gut erforscht wie die Nördliche.
In der Nähe des Hafens wurde ein Brennofen für Tonwaren und ein Gasthaus mit Bad ausgegraben.